# Philippe Lefebvre (football)
Pour les articles homonymes, voir Philippe Lefebvre et Lefebvre.
Philippe Lefebvre est un footballeur français né le 7 décembre 1954 à Douai.

## Biographie
Philippe Lefebvre est depuis 1996 consultant pour le groupe Canal+ où il interview chaque journée du Championnat de France de football les joueurs à la fin des matchs. Il officie principalement dans la région Nord-Pas-de-Calais, où les clubs du RC Lens, LOSC et Valenciennes FC y résident.
En 2011, il est aussi gérant d'une brasserie à Douai.